# Tabarcia
Tabarcia è un distretto della Costa Rica facente parte del cantone di Mora, nella provincia di San José.